# Фёдоровская (Белозерский район)
Фёдоровская — деревня в Белозерском районе Вологодской области.
Входит в состав Гулинского сельского поселения, с точки зрения административно-территориального деления — в Гулинский сельсовет.
Расположена на берегу Азатского озера. Расстояние по автодороге до районного центра Белозерска составляет 29 км, до центра муниципального образования деревни Никоновская — 1 км. Ближайшие населённые пункты — Ватаманово, Гулино, Ершово, Никоновская, Семеино.
Население по данным переписи 2002 года — 45 человек (21 мужчина, 24 женщины). Всё население — русские.